# Joannisia langaigheria
Joannisia langaigheria is een vlinder uit de familie snuitmotten (Pyralidae). De wetenschappelijke naam van deze soort is voor het eerst geldig gepubliceerd in 2004 door Kemal & Koçak.
De soort komt voor in tropisch Afrika.